# Jean-Michel Caradec'h
Pour les articles homonymes, voir Jean-Michel Caradec.
Jean-Michel Caradec'h, né le 22 mars 1950 à Rouen et mort le 17 novembre 2022 à Neuilly-sur-Seine,, est un journaliste et écrivain français. Il est l'auteur de plusieurs ouvrages en collaboration avec des personnalités du spectacle, du sport et de la vie civile.  

## Biographie
Après des études de psychologie clinique (maîtrise) à l'Université Paris 7,[réf. souhaitée] Jean-Michel Caradec'h est grand reporter pendant plus de vingt-cinq ans. Il entame sa carrière en 1974, aux débuts du quotidien Libération. Il contribue en 1979 à la création de l'éphémère Paris-Hebdo, city-magazine lancé à Paris par Jean-Louis Servan-Schreiber, avant de rejoindre en 1980 la rédaction de l'hebdomadaire Paris Match, dirigé à l'époque par Roger Therond. Il couvre pour cet hebdomadaire les sujets de société, les grands faits divers, notamment l'affaire Grégory, et différents conflits à travers le monde (Guerre du Liban, El Salvador, Tchad, Guerre Iran-Irak, etc.). Il est lauréat du prix Albert-Londres en 1984 pour ses reportages sur la guérilla salvadorienne réalisés avec le photographe Christian Poveda. En 1987, il est chargé par Yann de L'Écotais des cover-story au service Investigation de L'Express, où il réalise plusieurs scoops (ventes d'armes à l'Irak, sabotages de la fusée Ariane, prise d'otages d'Ouvéa, affaire Greenpeace, etc.), et réussit à être le seul reporter admis aux côtés de la Légion Étrangère (Opération Daguet) pendant l'invasion de l'Irak, lors de l'opération Tempête du désert.
En 1992, il est nommé rédacteur en chef de VSD chargé du service « Société-Investigation » par François Siegel, puis, en 1996, rédacteur en chef à L'Événement du jeudi, dirigé alors par Jean-François Kahn. Après la disparition de ce titre en 1999, il se consacre  à l'écriture pour différentes maisons d'édition et publie plusieurs ouvrages signés ou anonymes. Il est également l'auteur d'une enquête sur l'accident qui a coûté la vie à la Princesse Diana (documentaire réalisé pour Channel 4 TV), ainsi que des scénarios de Joséphine et de Marie-Antoinette, films produits par Gallery TV pour la télévision française.

## Œuvres
- Paris-Dakar, Une histoire d'hommes, Hubert Auriol, Cyril Neveu, éd. Fixot, 1987  (ISBN 978-2-87645-029-5)
- Une Odysée Cambodgienne, Ngor Haing, Roger Warner, Fixot, 1989  (ISBN 978-2-87645-035-6)
- La Morale et l'Action, Philippe Legorjus, éd. Fixot, 1994  (ISBN 978-2-87645-077-6)
- Mesrine, la chasse à l'homme, Lucien Aimé-Blanc, Plon, 2002  (ISBN 978-2-259-19706-9) (porté à l'écran)
- Maintenant, il faudra tout se dire, Benjamin Castaldi, Albin Michel, 2004  (ISBN 978-2-226-16297-7)
- L'Indic et le commissaire, Lucien Aimé-Blanc, Plon, 2006  (ISBN 978-2-259-19848-6)
- Diana, l'enquête criminelle, Éditions Michel Lafon, 2006  (ISBN 978-2-7499-0479-5) (traduit en plusieurs langues)
- Annie Girardot, La mémoire de ma mère, Guilia Salvatori, Éditions Michel Lafon, 2007  (ISBN 978-2-7499-0647-8)
- Le silence des autres, Lydia Gouardo, Éditions Michel Lafon, 2008  (ISBN 978-2-7499-0795-6)
- Prisonnier à Guantanamo, Mollah Abdul Salam Zaeef, EGDV Documents, 2008  (ISBN 978-2-84267-945-3)
- D'Artagnan à New-York, Ariane Daguin, Grasset, 2010  (ISBN 978-2-246-71761-4)
- L'assaut, Le GIGN au cœur de l'action, Roland Môntins, Oh!Editions, 2010  (ISBN 978-2-915056-76-1)
- La couleur des souvenirs, Jean-Pierre Foucault, Albin Michel, 2012  (ISBN 978-2-226-22096-7)
- Qui a tué Lady Di ?, éd. Grasset, 2017  (ISBN 978-2-246-86201-7)